# Darklighter
Darklighters zijn fictieve personages uit de televisieserie Charmed.
Het zijn de demonische tegenstrevers van de whitelighter. Ze worden geleid door een hoofd Darklighter die controle heeft over alle fracties van Darklighter-wezens.

## Darklighter worden
- Een toekomstige darklighter is iemand die zijn leven gewijd heeft aan zondigen.
- Er wordt gerekruteerd in misdaadmilieus
- Niet elk type van kwaad komt echter in aanmerking

### Komen niet in aanmerking
- Delinquenten
- Straatboefjes
- Melagomanen komen niet in aanmerking; omdat ze niet stabiel zijn

### Komen wel in aanmerking
- Personen die geen enkel spoor van goedheid meer hebben
- Die geen tolerantie hebben voor genade
- Die compleet zelfzuchtig zijn
- Die compleet doordrongen zijn van haat

## Krachten
- Teleporteren van plaats naar plaats door orbing net zoals een whitelighter. Omdat hun Orbs een zwarte kleur hebben wordt het "dark-orbing" genoemd
- Ze zijn uitgerust met een Kruisboog die ze op elk moment kunnen oproepen
- De darklighter pijl is behandeld met een speciaal gif, een geheim recept ontdekt door een demon in 118. Heel dodelijk voor whitelighters maar ook voor hen.
- Ze bezitten ook een dodelijke aanraking; wordt opgewekt door haat, en geleid door hun handen. Deze kracht is de tegenpool van de genezende kracht van een whitelighter.
- Gelijkaardig aan dat van de kracht van een whitelighter bezit ook een darklighter de kracht om een ander magisch wezen nabij te voelen, door een magische vorm van telepathie.
- Ze kunnen elke Whitelighter lokaliseren overal ter wereld, door er zich enkel op te concentreren.
- Ze kunnen stemmen imiteren.

## Doelen
- Het doel van alle darklighters is het doden van whitelighters. zodat heksen onbeschermd zijn voor kwade aanvallen.
- Vormen weinig gevaar voor een ander magisch wezen
- Werken soms samen met warlocks of demonen om hun doel te bereiken.
- Vormen van fracties met een paar loyale darklighters, daar ze van nature te zelfstandig zijn; werken ze enkel voor zichzelf. En hebben ze elk hun eigen agenda.

## Types van Darklighters

### Het standaardtype
- Doodt whithelighters om hun beschermelingen kwetsbaar te maken
- Doodt toekomstige whitelighters voor ze hun "vleugels" hebben

### Darklighter die het kwaad verspreid door voortplanting
- Verleidt onschuldige sterfelijke vrouwen
- Verbruik van listen om de vrouwen te overtuigen om hun kind te baren
- Laten de vrouw achter zodra het nageslacht is geboren

### Spirit Killer Darklighter
- Zetten toekomstige whitelighters aan tot zelfmoord, wat ervoor zorgt dat de persoon automatisch niet meer in aanmerking komt voor whitelighterstatuut.

#### Manier van werken
- Vervloeken toekomstige whitelighter met ongeluk
- Volgt zijn slachtoffer onzichtbaar ook voor anderen
- De darklighter fluistert donkere gedachten in het oor van zijn slachtoffer
- Maakt zijn slachtoffer depressief
- Om daarna zijn gefluister om te zetten in aanmoediging om zelfmoord te plegen.

### Speurder Darklighter
- Maakt jacht op whitelighters die hun "vleugels" gaan verliezen
- Hebben een meer spiraalachtige manier van orben dan de partikel orb van andere darklighters.
- Ze zijn veel sterker dan de andere darklighters
- Het zijn darklighters die tot geen enkele fractie behoren
- Dragen een tribal tatoeage op hun gezicht

## Vernietiging
- Darklighters zijn niet onkwetsbaar
- Door toverdrankjes
- Door een athame
- Door een energie bal
- Door een heksenkracht Molecular Combustion